# Jillian Cox
Jillian Cox (Cedar Park, 18 luglio 2005) è una nuotatrice statunitense, specializzata nello stile libero.

## Carriera
Si allena ad Austin, presso la University of Texas. Nel dicembre 2024 ha vinto la medaglia di bronzo nei 1500 metri stile libero ai campionati mondiali in vasca corta di Budapest.

## Palmarès
- Mondiali in vasca corta

Budapest 2024: oro nella 4x100m sl, bronzo nei 1500m sl.